# Homosocialització
La homosocialització o socialització LGBT és el procés mitjançant el qual les persones del col·lectiu LGBTI coneixen, es relacionen i s'integren amb altres persones d'aquest mateix col·lectiu, especialment de la seva mateixa orientació i identitat sexual, influint al seu torn en la construcció la seva pròpia identitat.

## Espais de homosocialització
Els espais de homosocialització són aquells llocs físics o virtuals freqüentats per persones del col·lectiu LGBTI per relacionar-se amb altres persones del mateix col·lectiu, on poder expressar amb llibertat la seva opció sexual i/o per trobar companys sexuals o afectius.
Abans de la configuració d'espais dirigits específicament al col·lectiu LGBT, la pràctica més habitual de relacionar-se entre la comunitat homosexual eren trobades sexuals a certs espais a l'aire lliure com a parcs o banys públics. Encara que molt menys freqüent, avui dia el cruising segueix sent una pràctica comuna, especialment entre els homes que tenen sexe amb homes.
D'altra banda, existeixen negocis i associacions dirigits específicament a la comunitat LGBT que permeten la trobada i socialització entre iguals. En molts casos, aquests afloren en barris LGBT on es congrega el col·lectiu, encara que molts negocis estan sofrint davant la competència que avui dia tenen amb les xarxes socials i internet a l'hora que les persones homosexuals coneguin a altres de la seva mateixa orientació sexual.